# Notogomphus lecythus
Notogomphus lecythus – gatunek ważki z rodziny gadziogłówkowatych (Gomphidae).